# 킥킹 홀스 랩소디
킥킹 홀스 랩소디(キッキングホース★ラプソディ)는 Alcot Honeycomb의 2010년 작 어덜트 게임이다.

## 줄거리
주인공은 부유한 프리터인 이즈호가 세운 '킥킹 홀스 랩소디'에 파격적인 액수로 아르바이트를 하게 되면서 오리나 노바라, 츠지 시노를 알게 된다...

### 킥킹 홀스 랩소디
이즈호가 세운 회사로 커플들의 연애를 도와주는 것 외에도 사랑의 방해자를 걷어차주는(Kicking) 단체이다.

### 사랑방해단
킥킹 홀스 랩소디와는 반대로 사랑에 빠지는 커플을 방해하는 단체이다. 대장은 세리즈무 히지리다.

## 등장인물
- 주인공 : '킥킹 홀스 랩소디'에 아르바이트를 한다.
- 오리나 노바라 :
- 츠지 시노 : 키가 크고 활발하나 어리광을 부리는 면이 있다.
- 세리즈무 히지리 : 사랑방해단의 대장. 오빠에게 열등감을 느끼는 여동생. 순진한 면이 있어서 남에게 넘어가기 쉬우나 성격은 예의가 바르고 곧다.
- 주인공의 친구 : 주인공에게 도움을 주는 존재.